# Balaenoptera
Le balenottere (Balaenoptera Lacépède, 1804) sono un genere di cetacei della famiglia Balaenopteridae.
Comprende le seguenti specie:
- Balaenoptera musculus (Linnaeus, 1758) - balenottera azzurra
- Balaenoptera physalus (Linnaeus, 1758) - balenottera comune
- Balaenoptera acutorostrata (Lacépède, 1804) - balenottera minore settentrionale
- Balaenoptera borealis (Lesson, 1828) - balenottera boreale
- Balaenoptera bonaerensis (Burmeister, 1867) - balenottera minore antartica
- Balaenoptera edeni (Anderson, 1878) - balenottera di Eden o balenottera di Bryde
- Balaenoptera omurai (Wada et al., 2003) -  balenottera di Omura
- Balaenoptera ricei (Rosel et al., 2021) - balenottera di Rice